# Temmes

Wappen der ehemaligen Gemeinde Temmes

Temmes ist ein Ort und eine ehemalige Gemeinde in der finnischen Landschaft Nordösterbotten. 2001 wurde Temmes in Tyrnävä eingemeindet.
Temmes liegt am Fluss Temmesjoki rund elf Kilometer südlich des Hauptorts Tyrnävä. Hauptsehenswürdigkeit des Ortes ist die 1767 erbaute Holzkirche.
Die Gemeinde Temmes umfasste neben dem gleichnamigen Hauptort die Dörfer Haapakylä, Haurukylä, Kärsämä und Ylipää. Sie wurde 1766 als Kapellengemeinde aus dem Kirchspiel Liminka gelöst, 1899 wurde sie zu einer selbstständigen Gemeinde. Die Gemeinde Temmes hatte eine Fläche von 116 Quadratkilometern und zuletzt rund 700 Einwohner. Zum Jahresbeginn wurde Temmes größtenteils in die Gemeinde Tyrnävä eingemeindet, kleinere Exklaven des Gemeindegebiets wurden Liminka, Lumijoki und Rantsila angegliedert.

## Weblinks

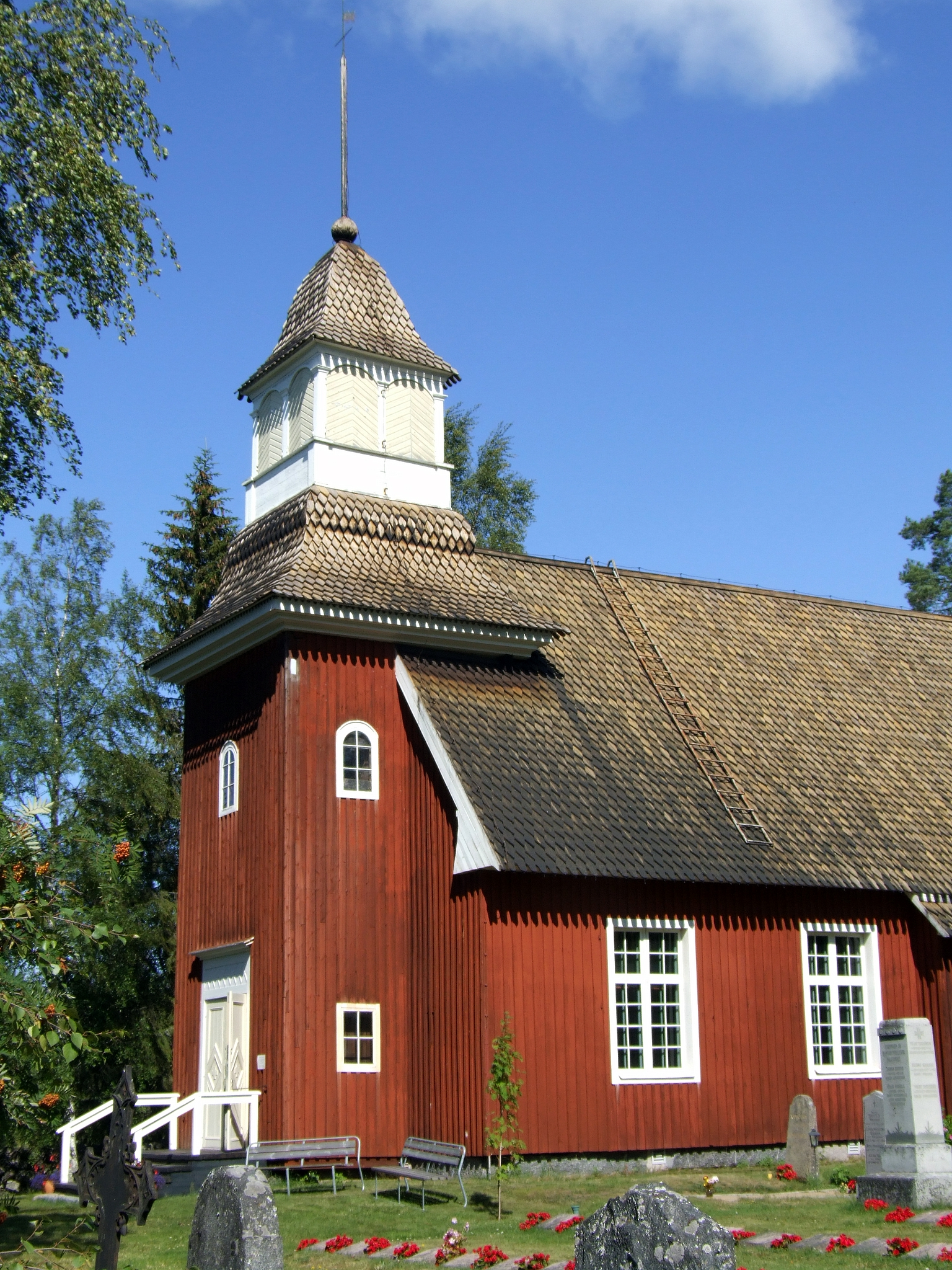
Die Kirche von Temmes